# باشگاه ورزشی اکسلسیور
باشگاه ورزشی اکسلسیور یک باشگاه فوتبال آماتور از ناحیه کوموینه در میرزگ، سورینام است. این باشگاه در سال ۱۹۱۸ تاسیس شد و بیشتر دوران تصدی خود را در لیگ برتر فوتبال سورینام گذراند. اخیراً، این باشگاه در یک دوره ضعیف قرار گرفته بود و مدتی را در سطح دوم فوتبال سورینام سپری کرد و اخیراً دوباره به دسته اول صعود کرد.